# Cris Poli
Maria Cristina "Cris" Poli (Buenos Aires, 24 de junho de 1945) é uma apresentadora de televisão, pedagoga e escritora argentina naturalizada brasileira, conhecida por apresentar a versão brasileira do reality show Supernanny, no SBT. Sua linha de livros sobre como educar os filhos é considerada best-seller.

## Biografia e carreira
É formada em Educação pelo Instituto Nacional Superior do Professorado em Línguas Vivas Isaac Augusto Juan Ramón Fernandez, de Buenos Aires, Argentina. No Brasil, fez Licenciatura em Letras Inglês-Português na Universidade de São Paulo (USP).
Atuou como professora em algumas das mais respeitadas escolas de Buenos Aires, até se mudar para São Paulo e aplicar seus conhecimentos em colégios da capital paulista. Foi selecionada para ser a Supernanny brasileira, depois de um longo processo promovido pelo SBT. Já escreveu seis livros, dentre eles estão Viva a Infância e Pais Responsáveis Educam Juntos. Em 2009, participou da novela Vende-se um Véu de Noiva, sua primeira experiência como atriz.
No ano de 2012, voltou a atuar na versão brasileira da novela Carrossel, como a supervisora Bernadete. Em 28 de maio de 2014, Cris Poli deixou o SBT, depois que emissora não renovou seu contrato e cancelou o programa Supernanny, após oito anos no ar.
Em 23 de abril de 2015, lançou seu sétimo livro, S.O.S dos pais - 500 dicas para educar sem enlouquecer, um livro com 500 perguntas e respostas de como educar uma criança. Em outubro de 2016, lançou Atenção! Tem Gente Influenciando Seus Filhos, seu oitavo livro.

## Vida pessoal
É casada com Luciano Poli e possui três filhos: Esteban, Luciana e Federico.
Se tornou cristã evangélica por meio de uma aluna a quem dava aulas. Ela afirma haver orado muito pelas famílias que participavam do programa.

## Filmografia

### Televisão
| Ano       | Título                   | Papel                         | Emissora |
| --------- | ------------------------ | ----------------------------- | -------- |
| 2006–2013 | Supernanny               | Apresentadora                 | SBT      |
| 2009      | Vende-se um Véu de Noiva | Diretora da escola de Manuela | SBT      |
| 2012      | Carrossel                | Supervisora Bernadete         | SBT      |

## Livros
- Filhos Autônomos, Filhos Felizes (Gente, 2006)
- Pais Separados, Filhos Preparados (Gente, 2007)
- Pais e Professores Educando com Valores (Gente, 2008)
- Viva a Infância! Ajude Seu Filho A Ser Criança Para Se Tornar Um Adulto Realizado (Gente, 2009)
- Pais Responsáveis Educam Juntos (Mundo Cristão, 2011)
- Pais Admiráveis Educam pelo Exemplo (Mundo Cristão, 2013)
- SOS dos Pais: 500 Dicas para Educar Sem Enlouquecer (Mundo Cristão, 2015)
- Atenção! Tem Gente Influenciando Seus Filhos (Mundo Cristão, 2016)